# Dirty John
Dirty John è una serie televisiva antologica statunitense scritta e creata da Alexandra Cunningham, che è anche la produttrice esecutiva.
La serie è basata sull'omonimo podcast di Christopher Goffard del 2017.
La prima stagione, composta da 8 episodi, è stata trasmessa su Bravo dal 25 novembre 2018 al 13 gennaio 2019.
In Italia, viene distribuita su Netflix dal 14 febbraio 2019.
La seconda stagione composta da 8 episodi, è stata trasmessa su USA Network.

## Trama

### Prima stagione
John è un uomo carismatico e affascinante che fa innamorare Debra. La loro relazione sembra procedere nel migliore dei modi, ma col passare del tempo la relazione si trasforma in una spirale di segreti, bugie e manipolazione.

### Seconda stagione
La seconda stagione narra la storia di Betty Broderick e del suo ex marito, la cui tumultuosa relazione si è protratta dagli anni '60 agli anni '80, deteriorandosi profondamente, fino a sfociare in un duplice omicidio.
È stata pubblicata su Netflix Italia il 15 agosto 2020.

## Episodi
| Stagione         | Episodi | Prima TV USA | Pubblicazione Italia |
| ---------------- | ------- | ------------ | -------------------- |
| Prima stagione   | 8       | 2018-2019    | 2019                 |
| Seconda stagione | 8       | 2020         | 2020                 |

## Personaggi e interpreti

### Prima stagione

#### Principali
- Debra Newell, interpretata da Connie Britton, doppiata da Roberta Pellini.
- John Meehan, interpretato da Eric Bana, doppiato da Francesco Bulckaen.
- Veronica Newell, interpretata da Juno Temple, doppiata da Gemma Donati.
- Terra Newell, interpretata da Julia Garner.

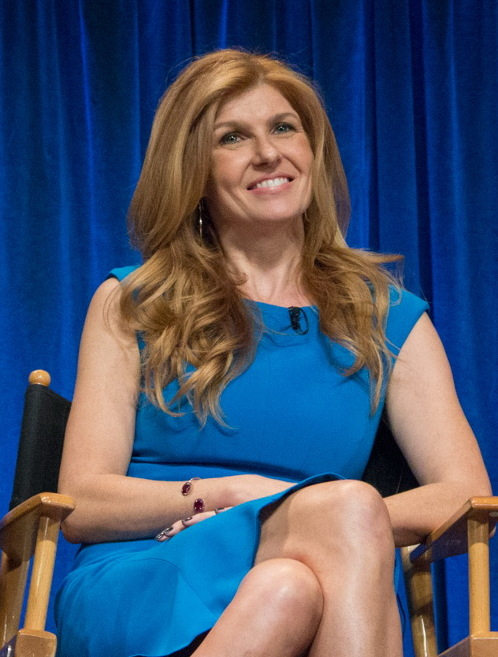
Connie Britton
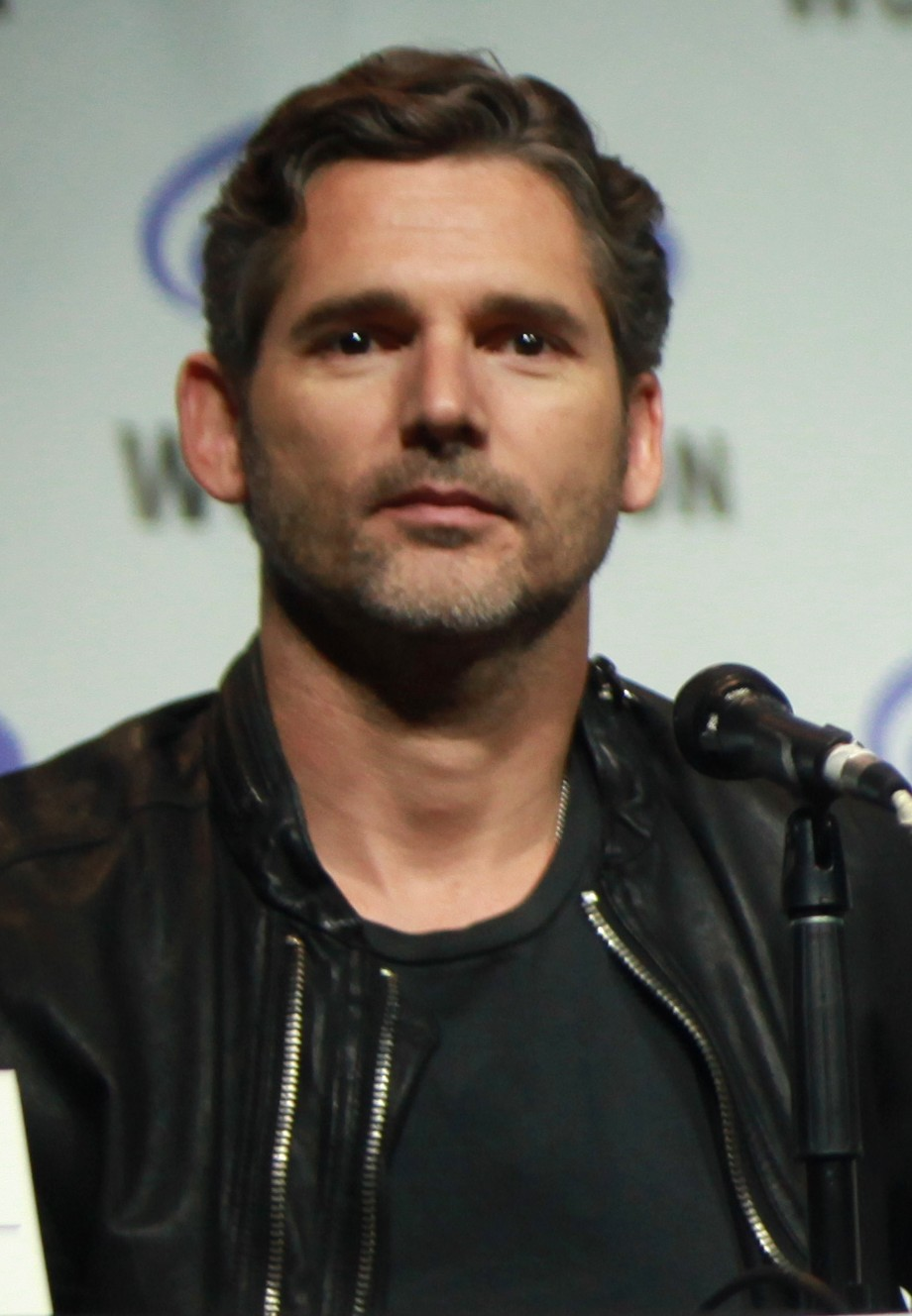
Eric Bana
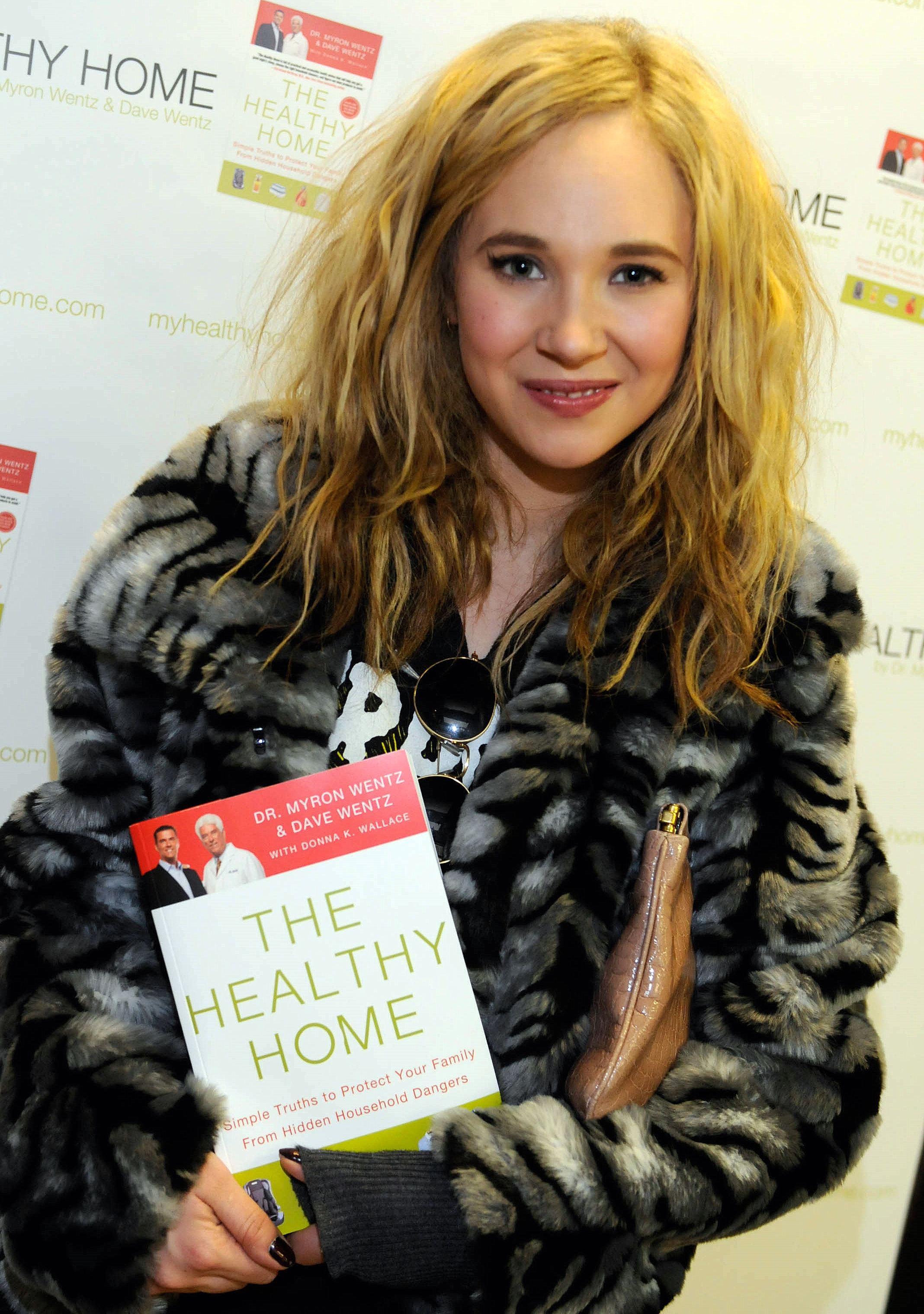
Juno Temple
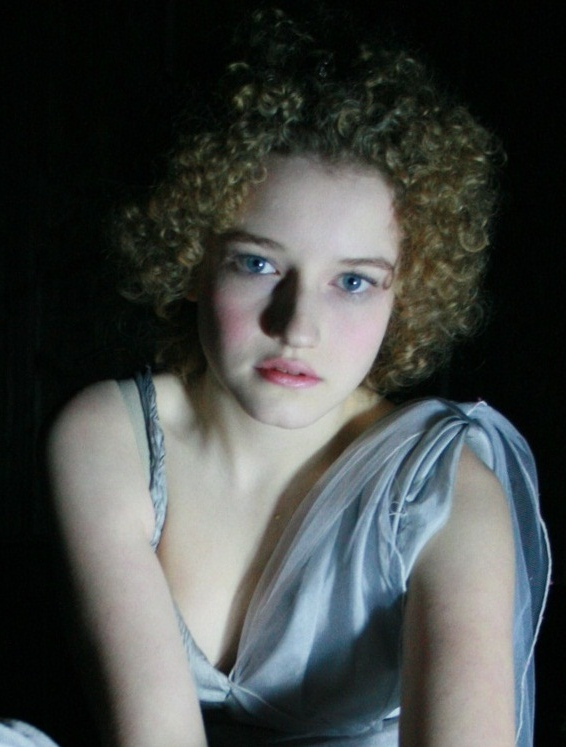
Julia Garner

#### Ricorrenti
- Arlane Hart, interpretata da Jean Smart
- Nancy, interpretata da Keiko Agena
- Trey, interpretato da Jake Abel
- Toby Vickers, interpretato da Kevin Zegers
- Julie Dretzin
- Celia, interpretata da Vanessa Martínez
- Verga, interpretata da Judy Reyes
- Bobby, interpretato da Joe Tippett
- Tonia, interpretata da Sprague Grayden
- Ruth, interpretata da Lindsey Kraft
- Denise Meehan-Shepard, interpretata da Joelle Carter

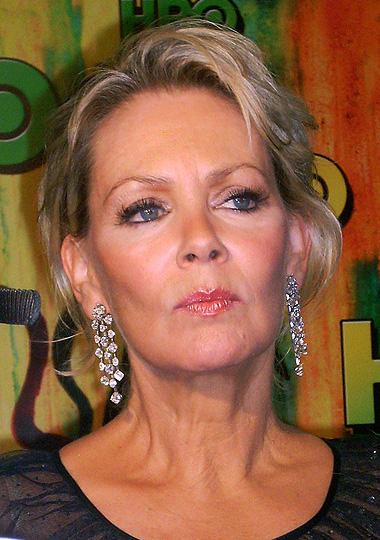
Jean Smart
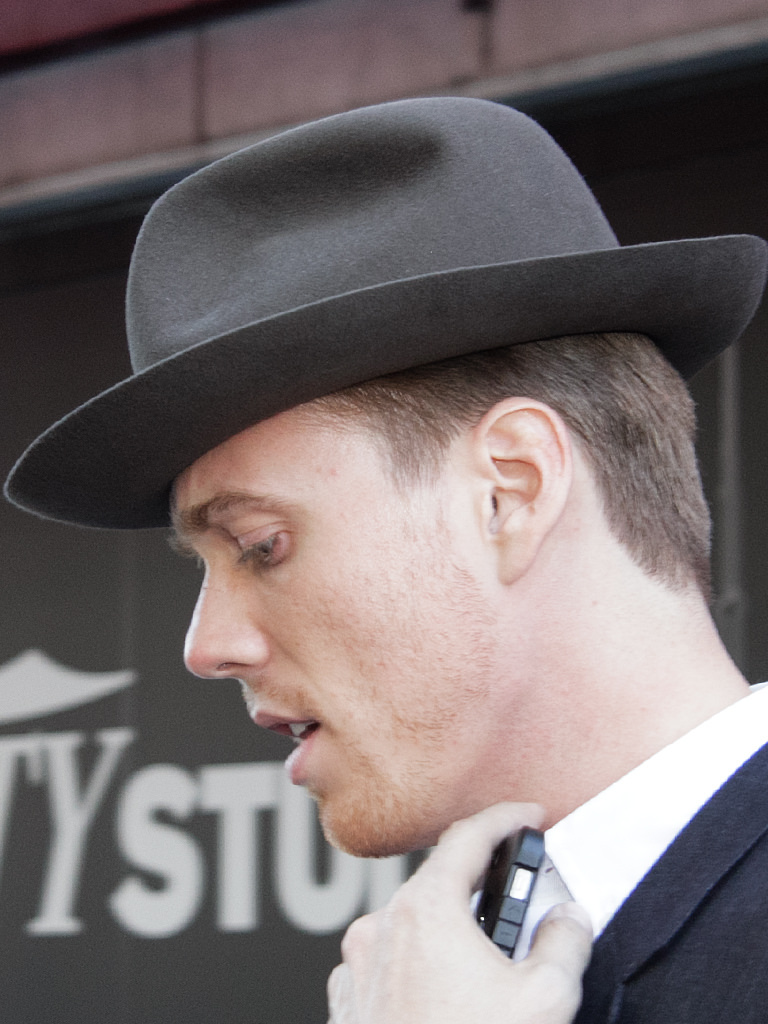
Jake Abel
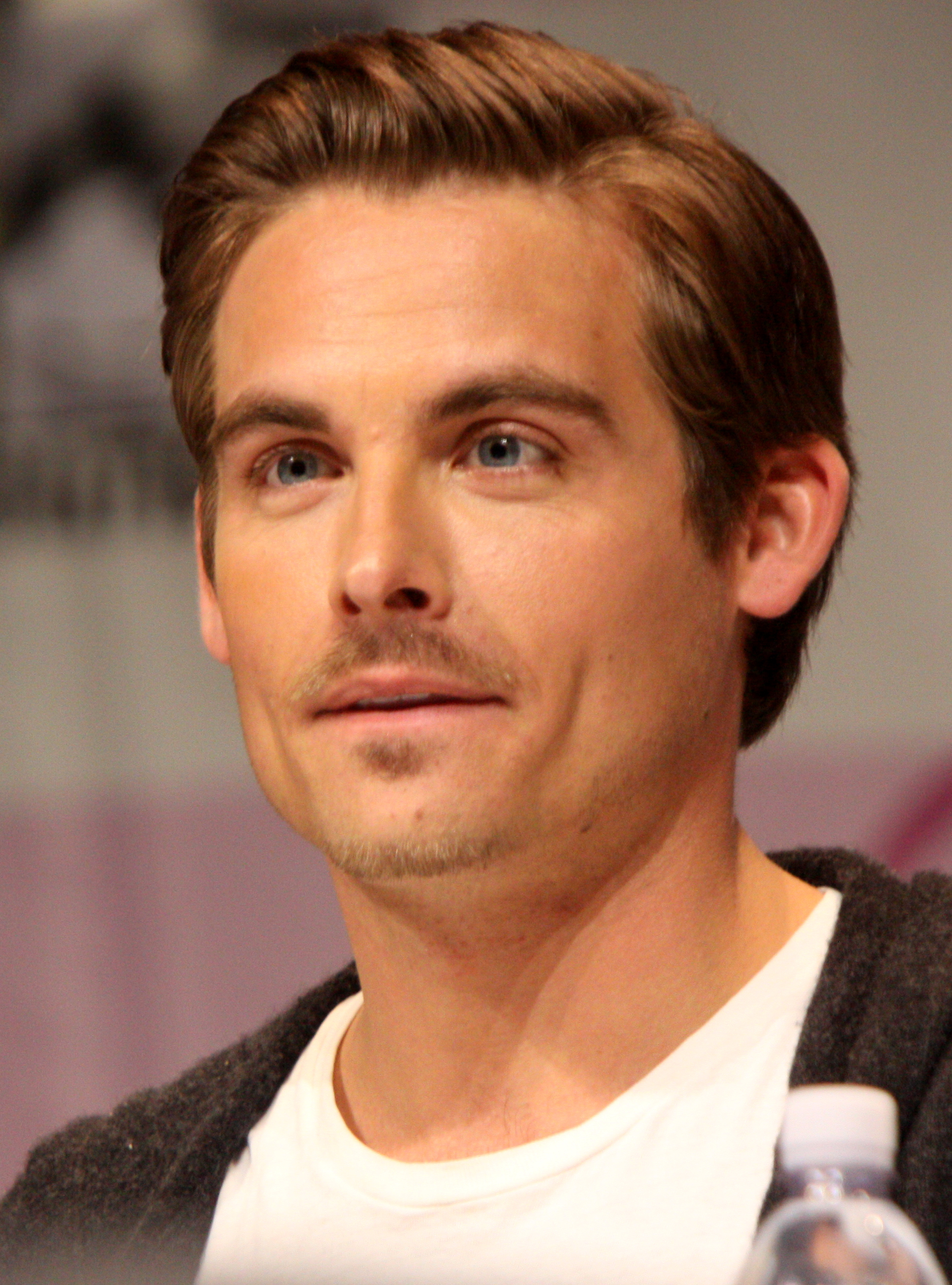
Kevin Zegers
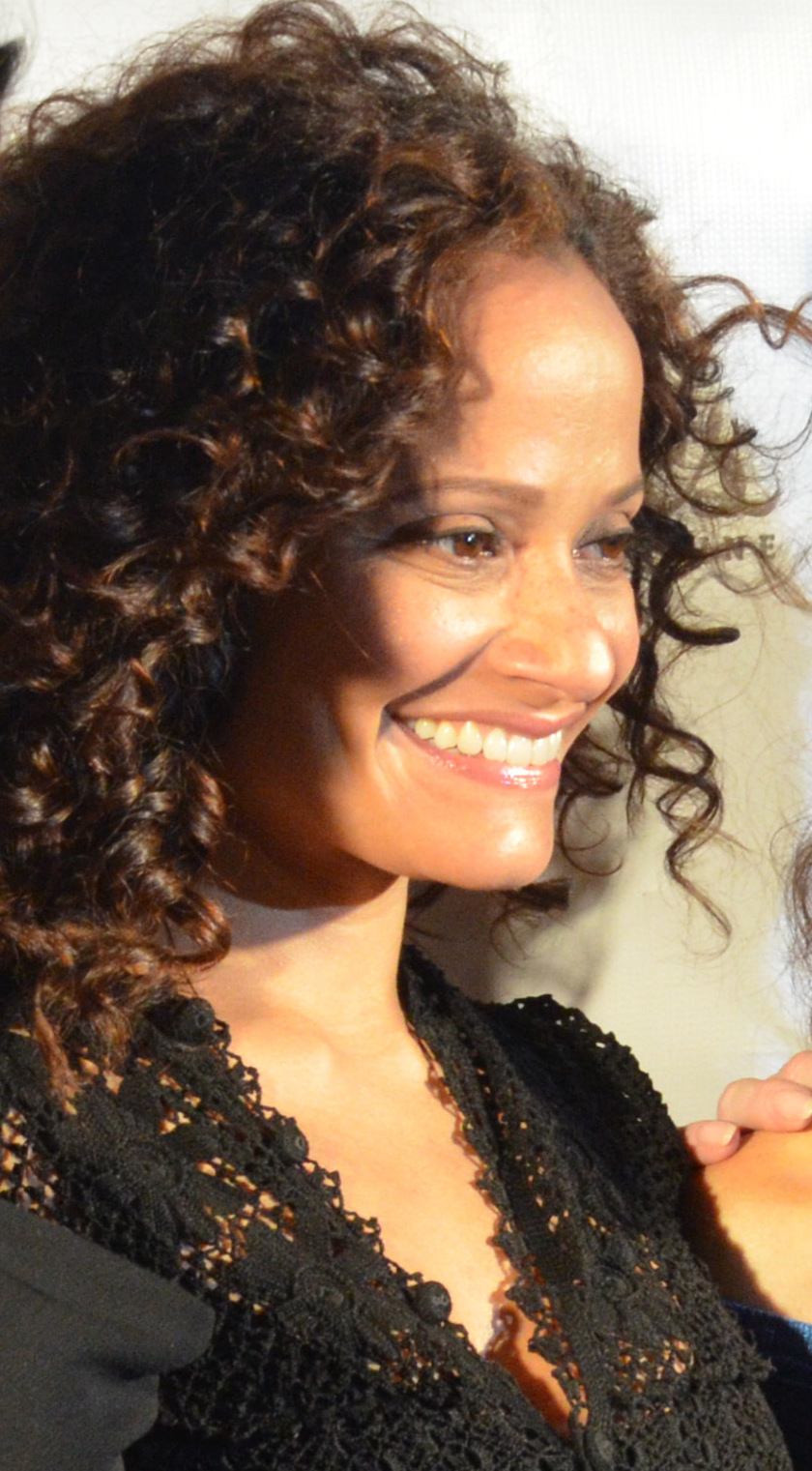
Judy Reyes
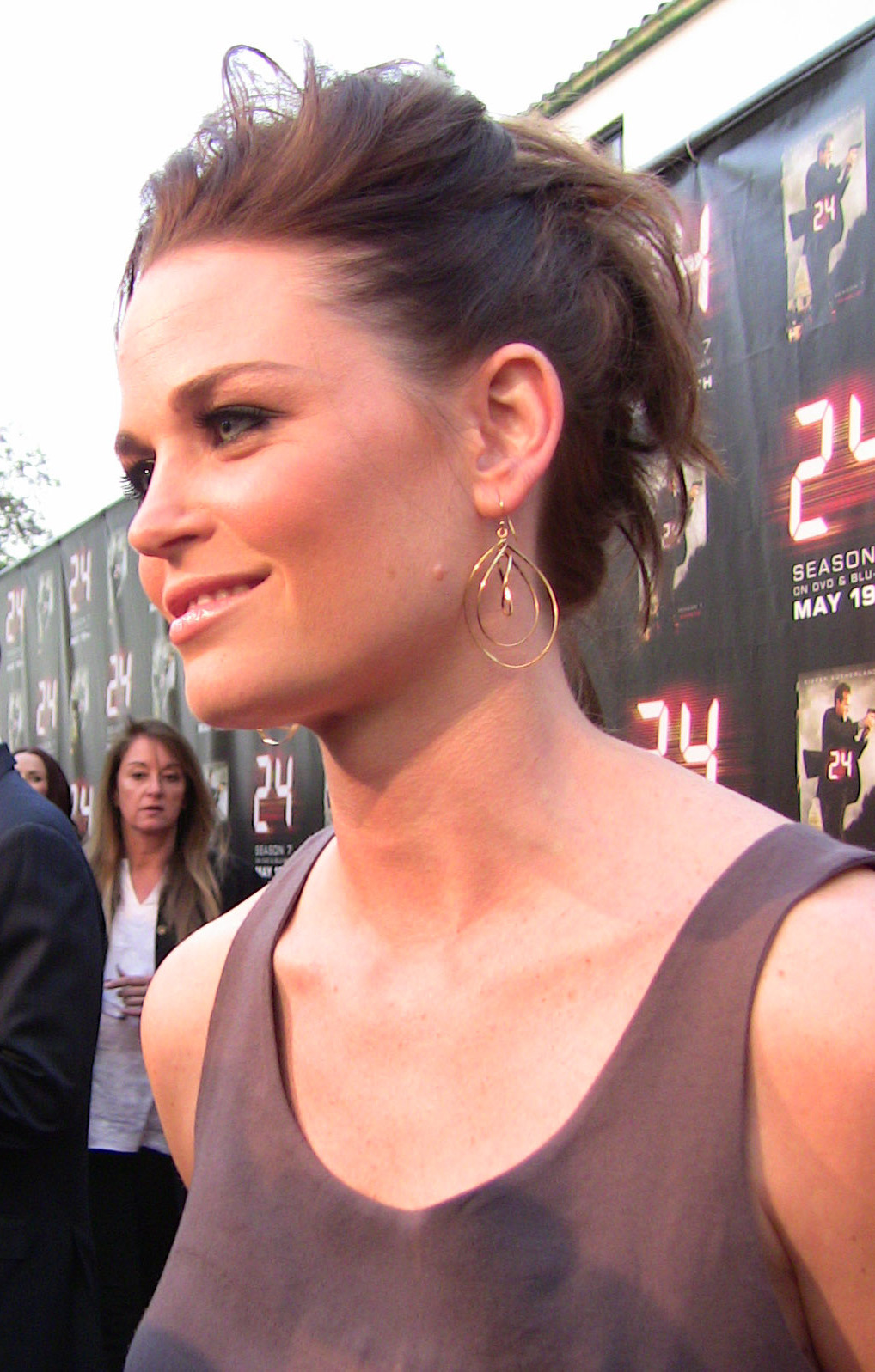
Sprague Grayden
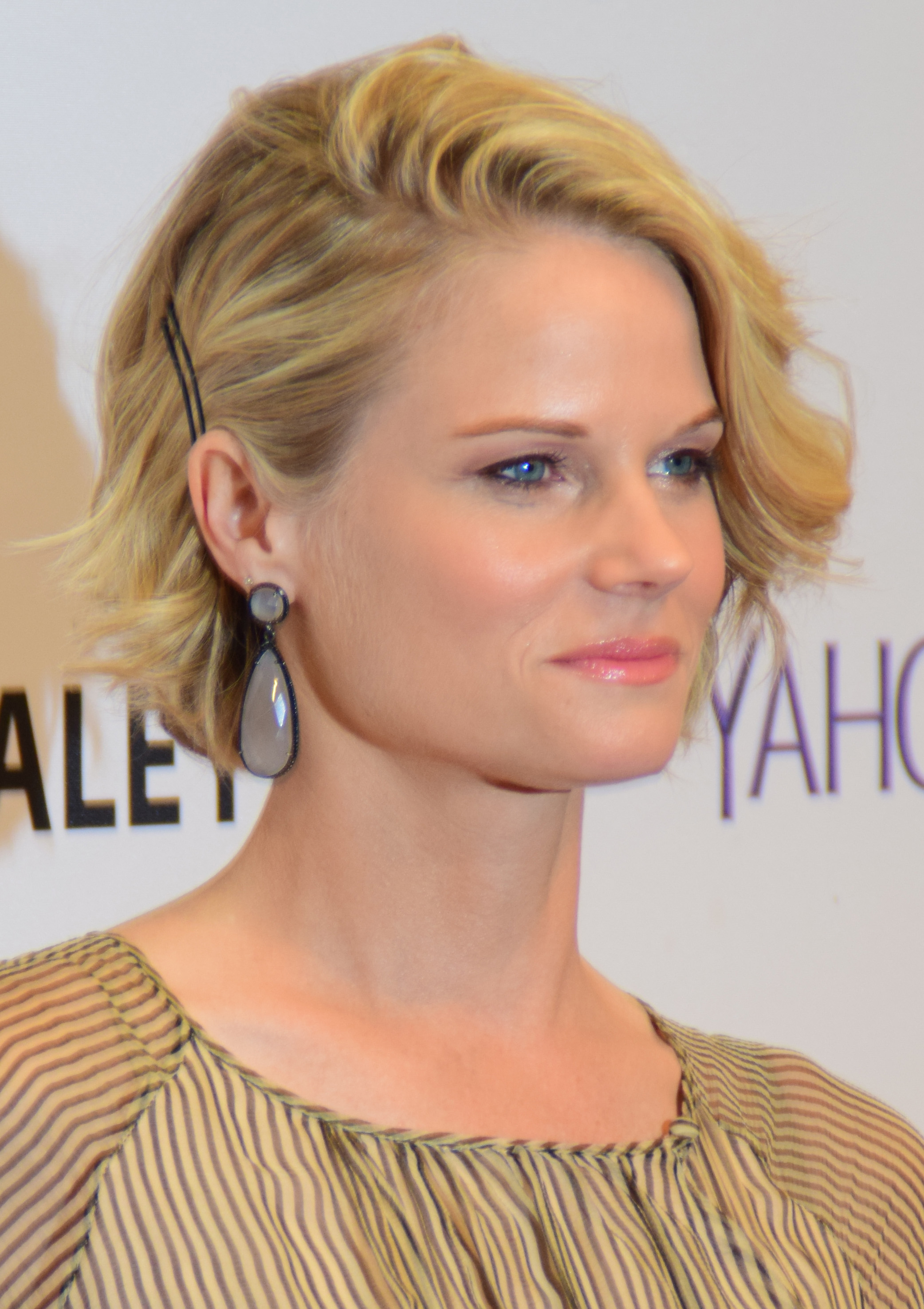
Joelle Carter

#### Guest

##### Episodio 1
- Matt, interpretato da Jordan Murphy
- Jimmy, interpretato da John Karna
- Palmer, interpretato da David Barrera

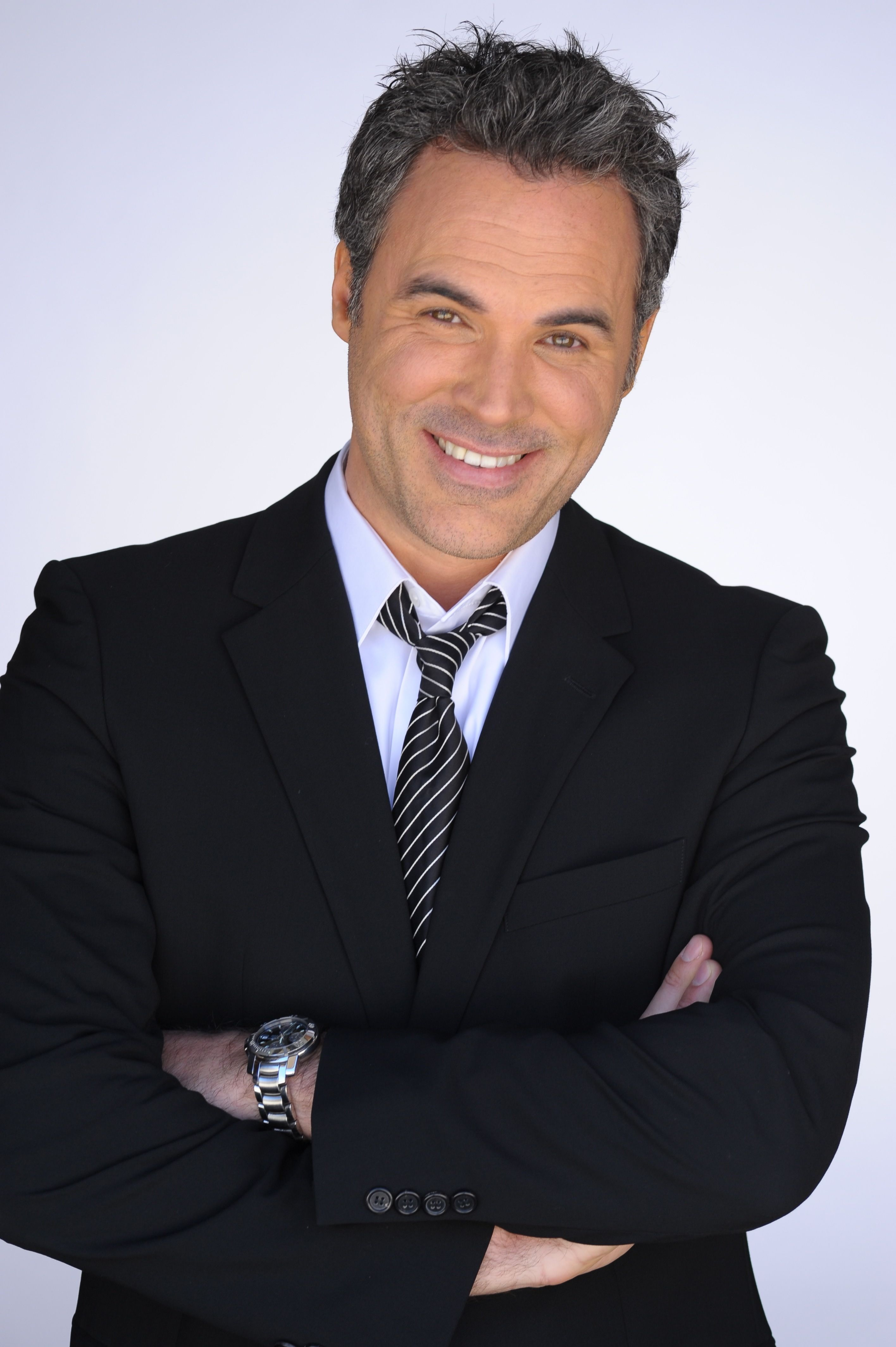
Jordan Murphy
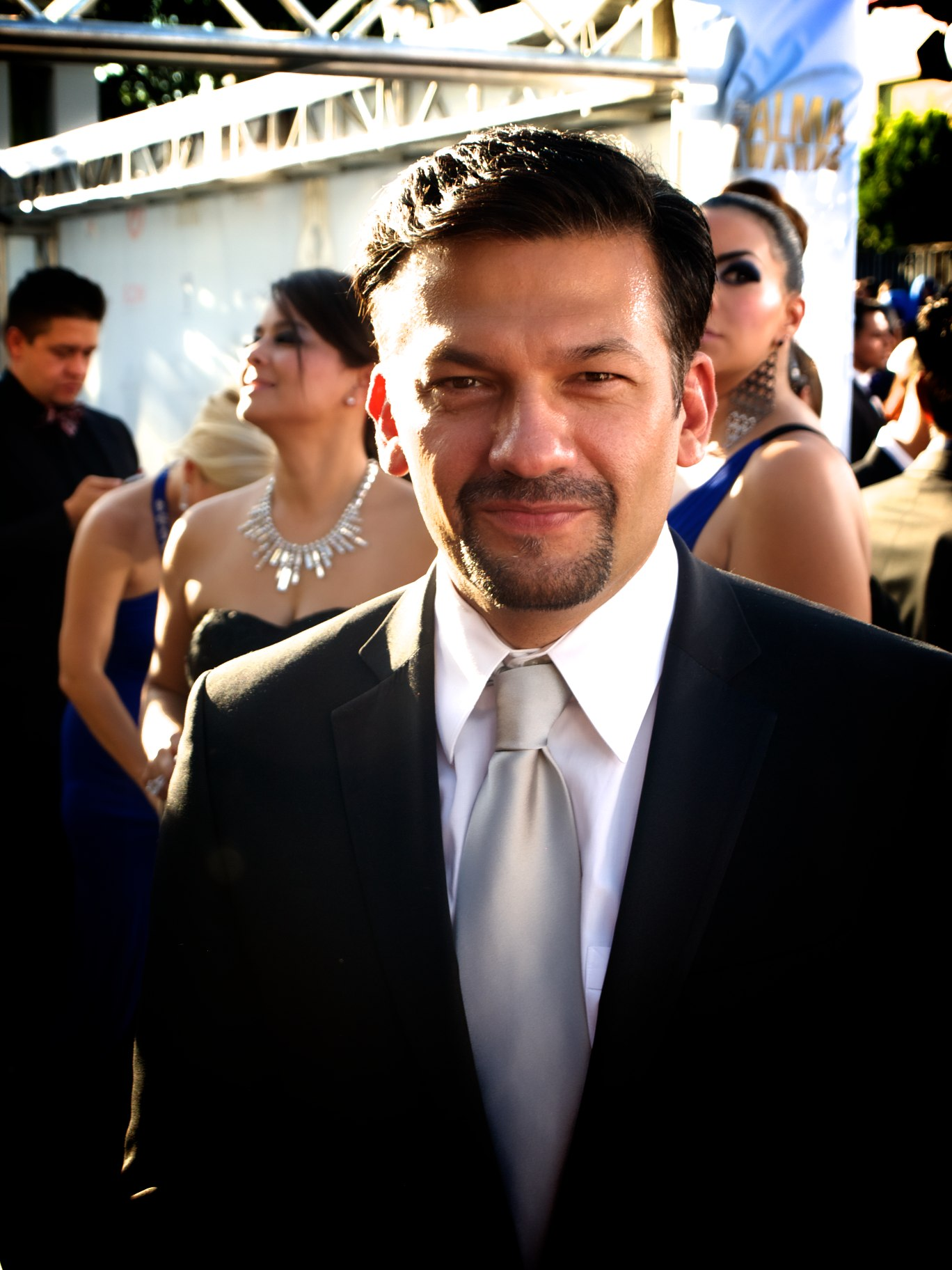
David Barrera

##### Episodio 2
- Britt, interpretata da Kiersten Warren
- Casey, interpretata da Sitara Hewitt

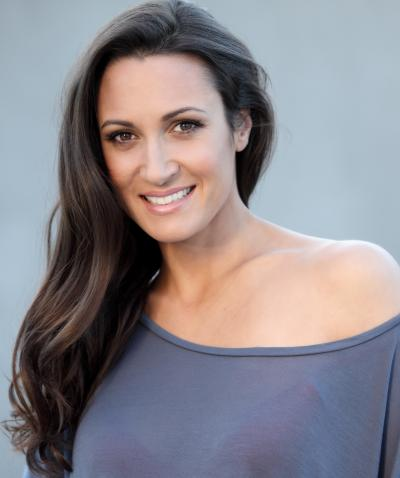
Sitara Hewitt

##### Episodio 3
- Maggie, interpretata da Gillian Alexy
- Toks Olagundoye
- Ethan, interpretato da Cliff Chamberlain

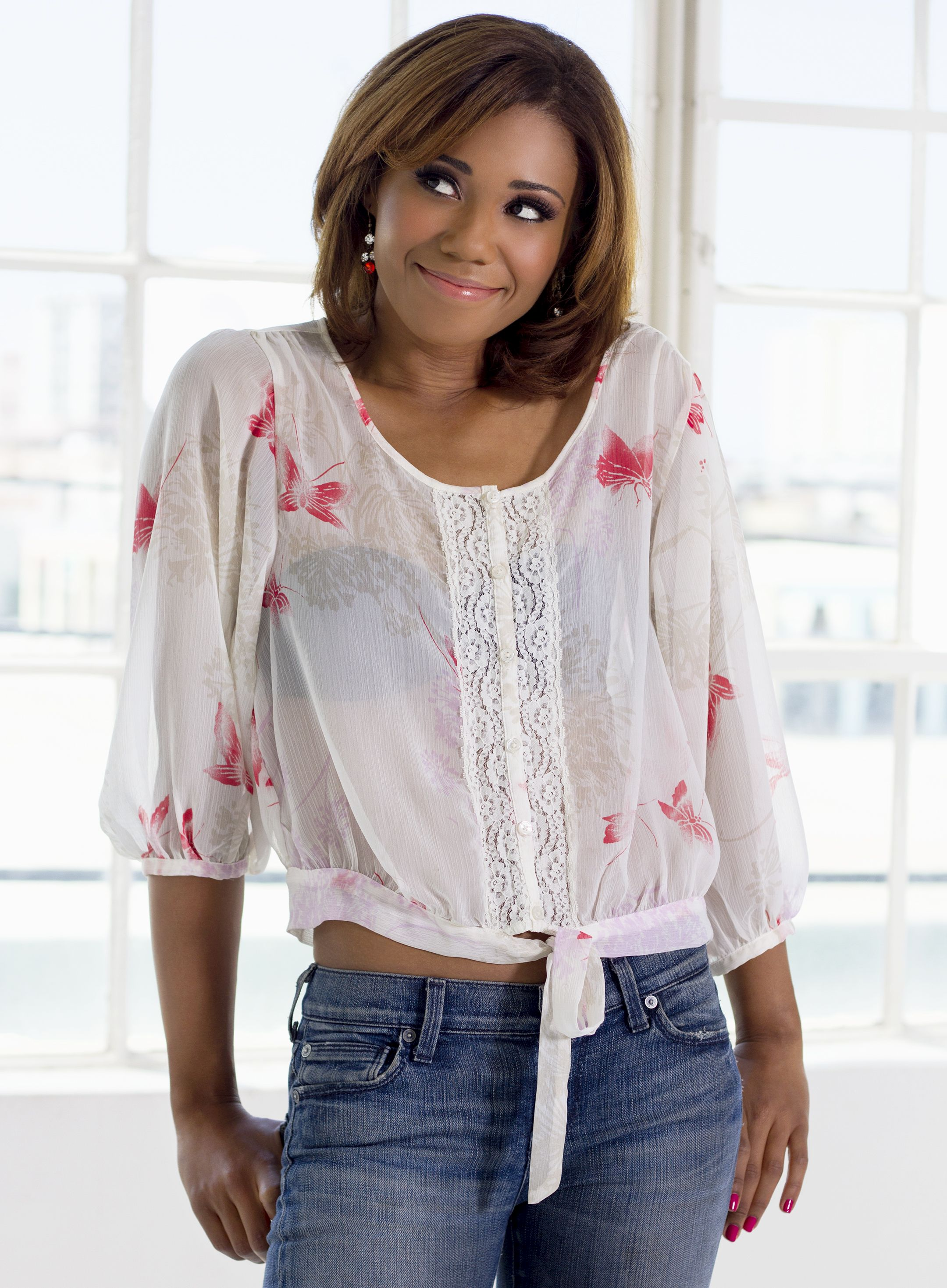
Toks Olagundoye

##### Episodio 4
- Cindi, interpretata da Katrina Bowden

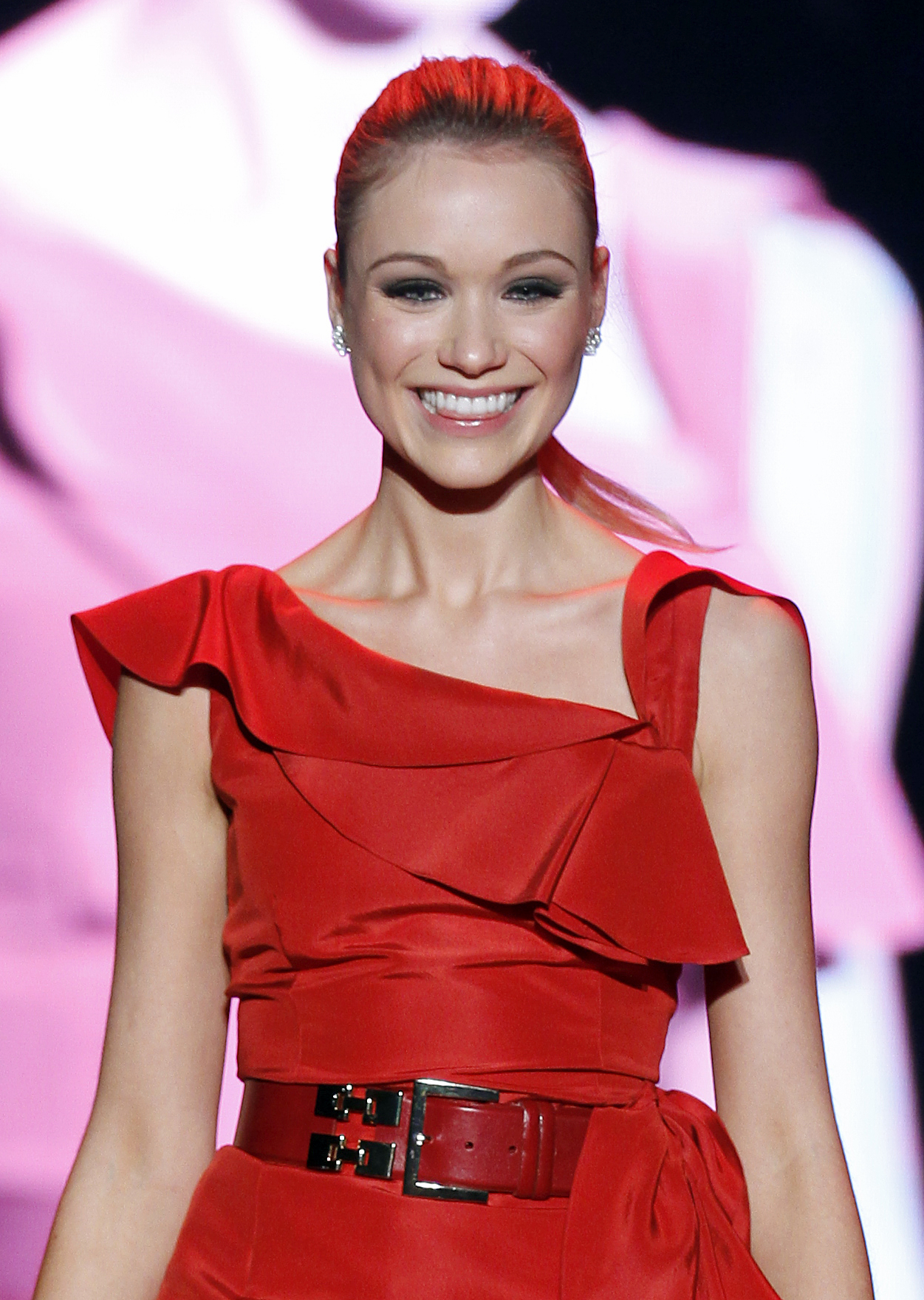
Katrina Bowden

##### Episodio 5
- William Meehan, interpretato da Shea Whigham
- John Rubinstein
- John Getz
- Dave Canova, interpretato da Larry Sullivan
- Denise, interpretata da Giorgia Whigham

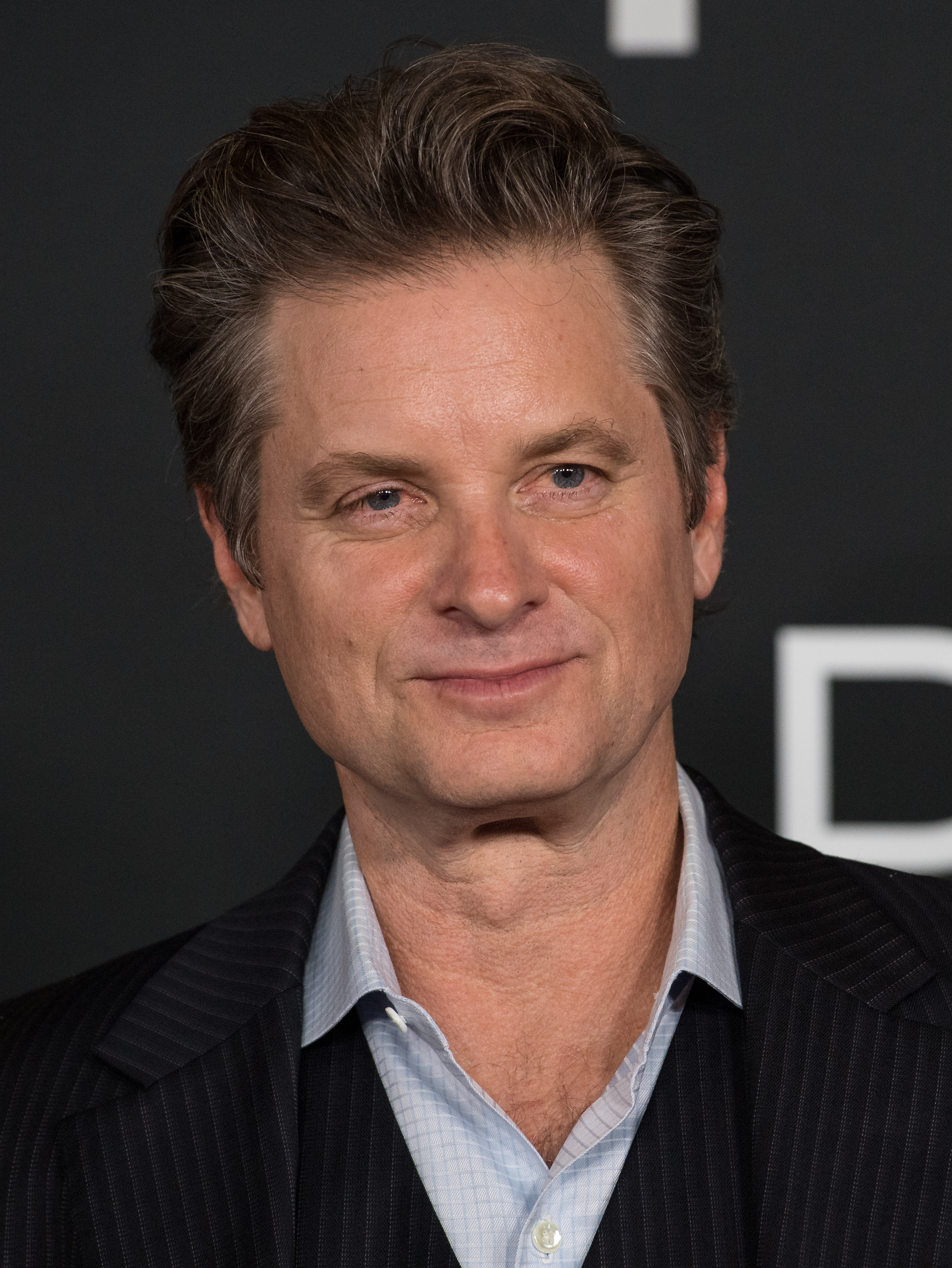
Shea Whigham
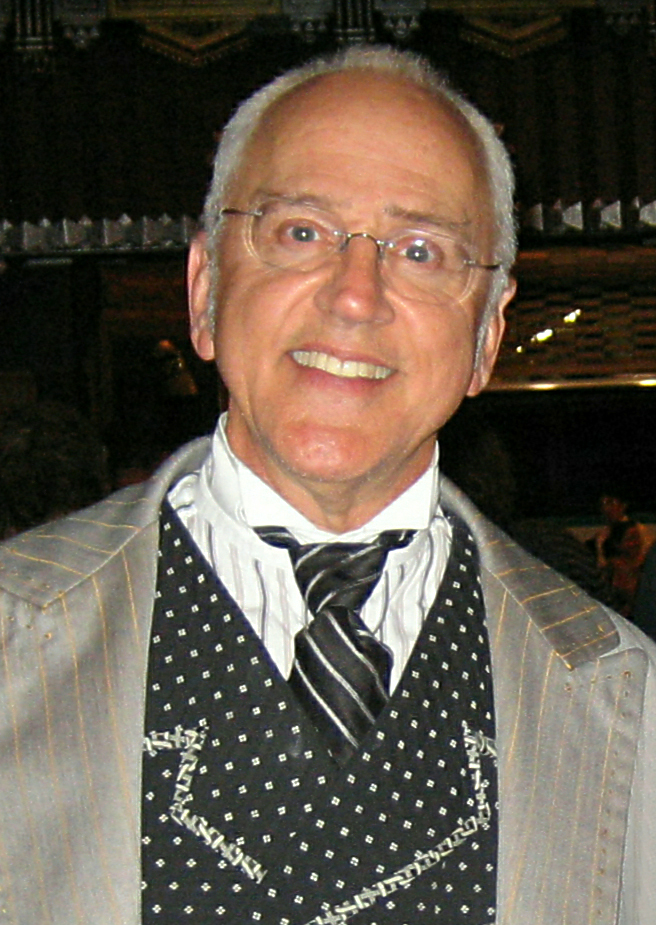
John Rubinstein
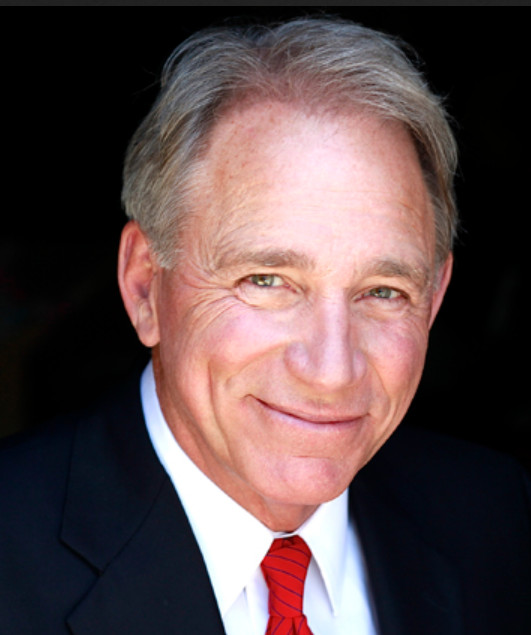
John Getz

##### Episodio 6
- Michael O'Neil, interpretato da Jeff Perry
- John Dzialo, interpretato da Alan Ruck
- Dennis, interpretato da Damon Gupton
- Josh Randall
- Detective Dave Nissley, interpretato da Patrick Gallagher
- Laurel, interpretata da Jenna Lamia

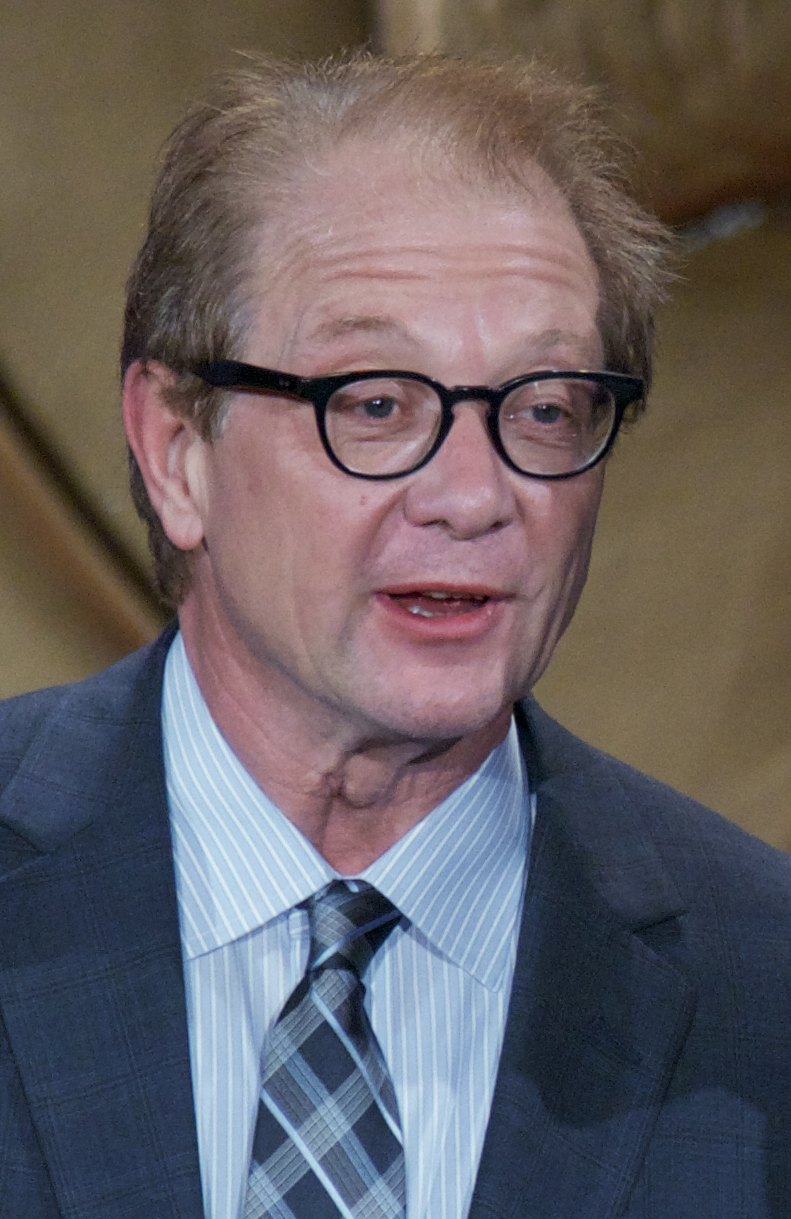
Jeff Perry
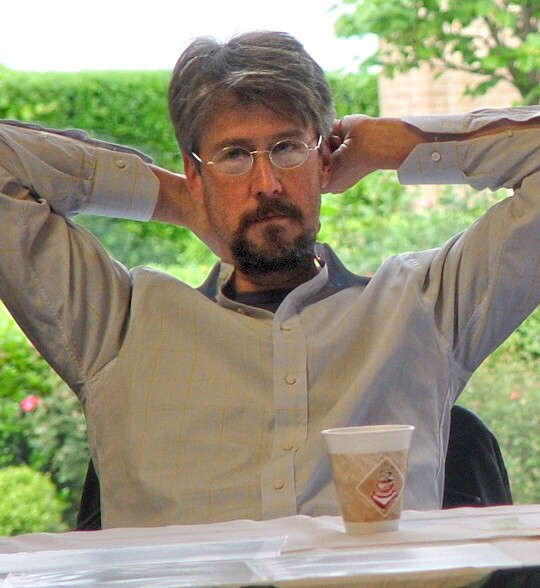
Alan Ruck
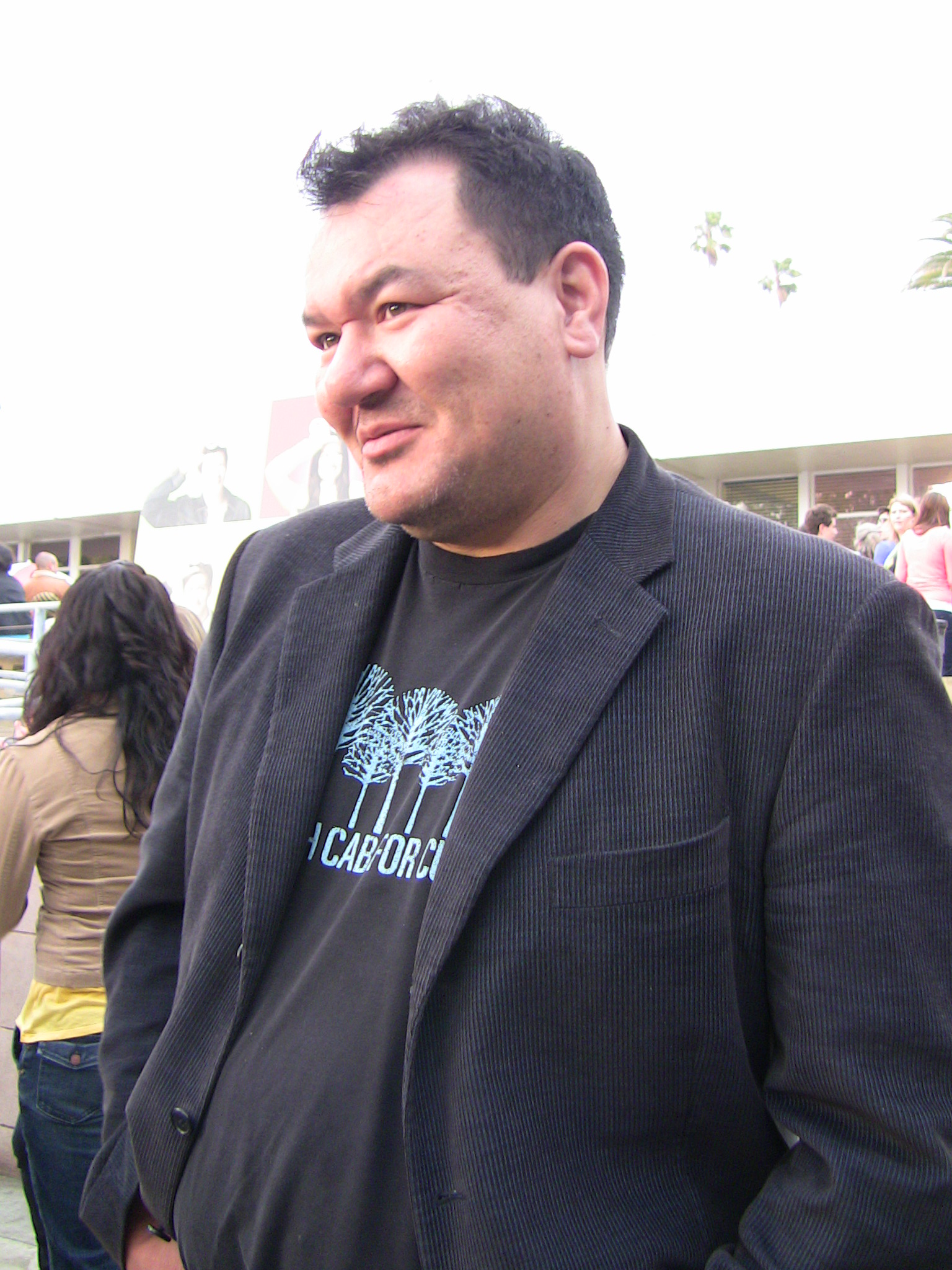
Patrick Gallagher

##### Episodio 7

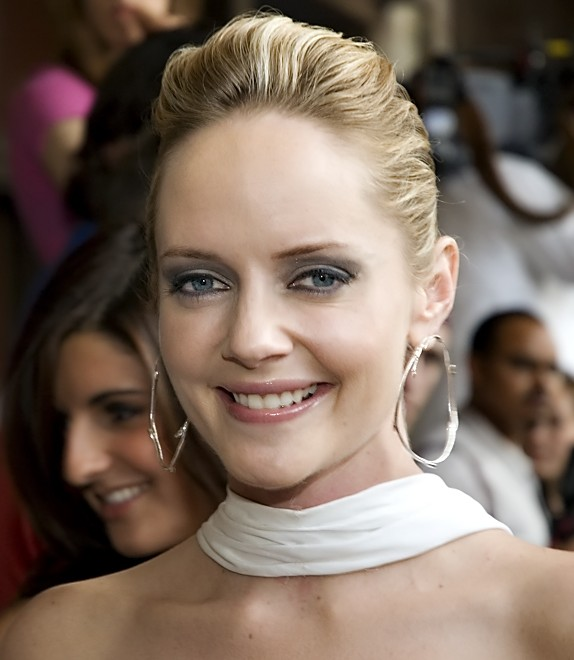
Marley Shelton
- Taylor Nichols

- Marley Shelton

##### Episodio 8
- Adam J. Harrington
- Max, interpretato da Tommy Savas
- Michelle Arthur

## Produzione

### Sviluppo
Il 28 gennaio 2018, fu annunciato che Bravo aveva ordinato 2 stagioni della serie, ideata e scritta da Alexandra Cunningham, che sarebbe stata anche la produttrice esecutiva insieme a Richard Suckle, Charles Roven, Mark Herzog, Christopher G. Cowen e Christopher Argentieri. Le case di produzione coinvolte sono Universal Cable Productions, Los Angeles Times Studios e Atlas Entertainment. L'8 ottobre 2018, venne annunciato che la serie avrebbe debuttato il 25 novembre dello stesso anno.

### Casting
Il 26 marzo 2018, è stato annunciato che Connie Britton era stata scelta per il ruolo principale della serie. Il 3 aprile 2018, è stato riferito che Eric Bana si era unito al cast principale dell'omonimo John Meehan. Il 14 giugno 2018, è stato annunciato che Jean Smart era stata scelta in un ruolo ricorrente. Nel luglio 2018, è stato riferito che Juno Temple, Julia Garner, Kevin Zegers, Keiko Agena, John Karna, Sprague Grayden, Cliff Chamberlain, Jake Abel e David Barrera si erano uniti al cast. Temple e Garner sono state scritturate per il cast principale, mentre Zegers, Abel e Barrera in quello ricorrente. Il 16 agosto 2018, è stato annunciato che Lindsey Kraft era stato scelta come guest star.

## Promozione

### Marketing
Il 24 agosto 2018, è stato pubblicato un "first look" della serie con Connie Britton ed Eric Bana nei ruoli rispettivi di Debra Newell e John Meehan. Il 17 settembre 2018, è stato pubblicato un teaser della serie, mentre l'8 ottobre è uscito il trailer ufficiale. Il 20 dicembre 2018, è stata pubblicata un'anteprima esclusiva della serie.

## Distribuzione

### Anteprima
Il 13 novembre 2018, la serie ha avuto la sua prima ufficiale al Neuehouse Hollywood di Los Angeles, in California, con una proiezione della serie. L'arrivo sul red carpet era previsto in origine prima della proiezione, ma fu cancellato per rispetto delle vittime dell'incendio Woolsey Fire che stava ancora bruciando nelle contee di Los Angeles e Ventura.

## Accoglienza

### Critica
La serie è stata accolta positivamente dalla critica. Sull'aggregatore di recensioni Rotten Tomatoes ha un indice di gradimento del 71% con un voto medio di 5,68 su 10, basato su 28 recensioni, mentre su Metacritic, ha un punteggio di 58 su 100, basato su 18 recensioni.
In una recensione positiva, Kristen Baldwin di Entertainment Weekly ha dato alla serie una "A+", lodando l'interpretazione di Britton come "perfetta" e dicendo che Bana "potrebbe trarre il massimo vantaggio da Dirty John; come Meehan, l'attore passa dall'affascinante al freddo e viceversa con sorprendente facilità". In un'analisi altrettanto favorevole, Mike Mack del Los Angeles Times ha elogiato la serie, scrivendo: "Lucida e ben recitata, il suo trasferimento dall'ascolto più audace del pendolarismo quotidiano a uno spettacolo di complementi utile per il vino e la lavanderia si sente, tutto sommato, liscia".
In una recensione più contrastata, Brian Tallerico di RogerEbert.com ha elogiato la serie dicendo: "Dirty John è molto divertente, anche se non è privo di difetti. Non scavare molto in profondità, o presentare le figlie di Debra come personaggi completi (i loro ruoli principali sono confusi o sconvolti, il che è uno spreco di grande talento), e la sua narrazione può essere un po' contorta, ma non pretende mai di essere un'arte d'alto livello".

## Riconoscimenti
- 2019 - Golden Globe[26]
  - Candidatura per la miglior attrice in una mini-serie o film per la televisione a Connie Britton
- 2019 - Critics' Choice Television Awards[27]
  - Candidatura per la miglior attrice in un film per la televisione o miniserie a Connie Britton
  - Candidatura per la miglior attrice non protagonista in un film per la televisione o miniserie a Julia Garner

## Altri media

### Dirty John - La sporca verità
Il 28 gennaio 2018, fu annunciato che Oxygen aveva ordinato una docu-serie che avrebbe indagato sul vero John Meehan attraverso gli occhi di quelli che aveva ingannato. Il progetto era destinato alla produzione esecutiva di Mark Herzog e Christopher G. Cowen con le case di produzione Herzog & Co e Los Angeles Times Studios. Il 14 novembre 2018, venne annunciato che la serie si sarebbe chiamata Dirty John - La sporca verità, mentre il 16 dicembre, fu annunciato che la serie avrebbe debuttato il 14 gennaio 2019.